# Haruhi Suzumiya

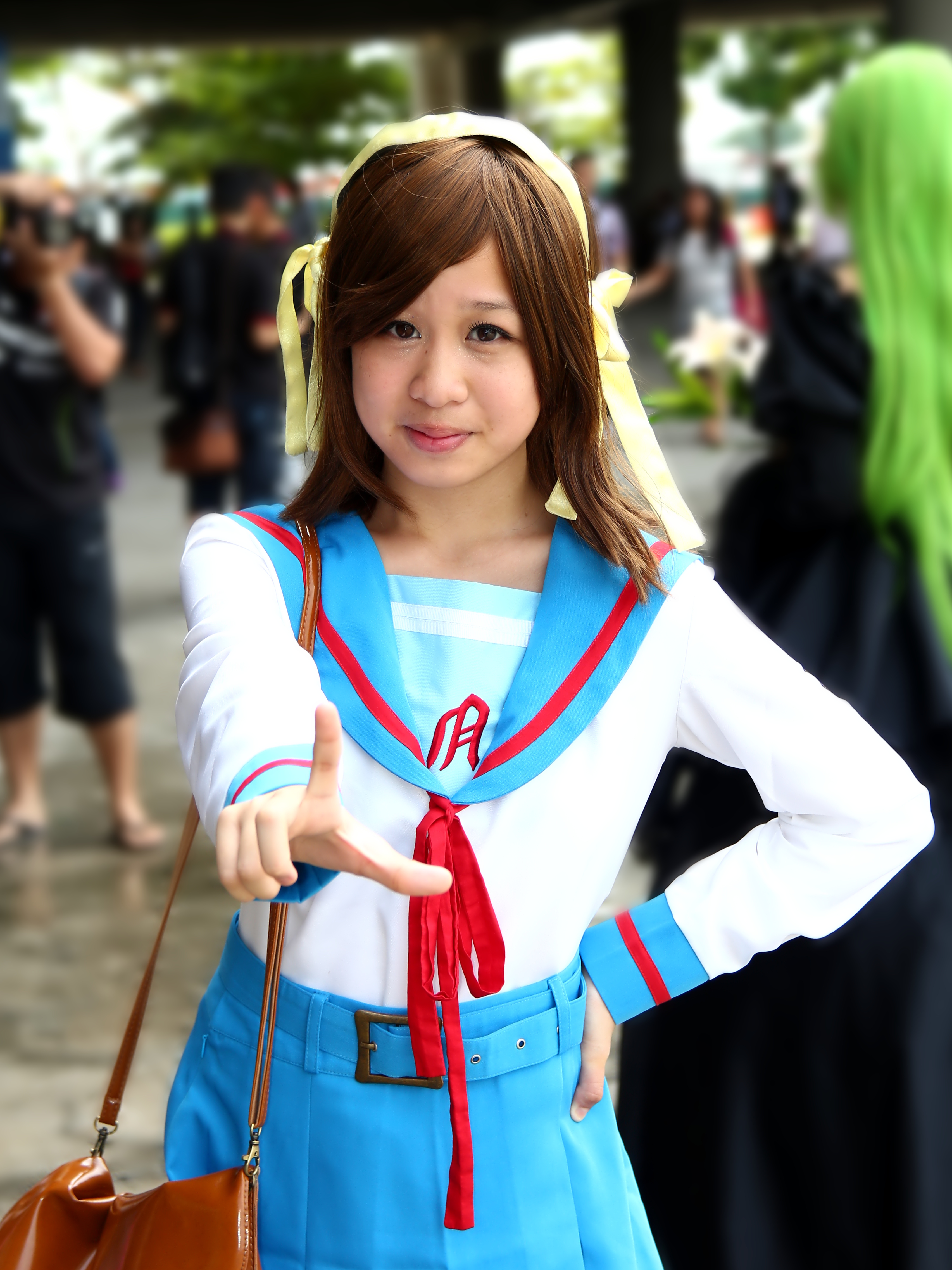
Cosplay von Haruhi Suzumiya

Haruhi Suzumiya (jap. 涼宮 ハルヒ, Suzumiya Haruhi) ist eine von Nagaru Tanigawa erdachte und von Noizi Ito gezeichnete Figur. Sie wurde als Hauptfigur der Light-Novel-Reihe Suzumiya Haruhi no Yūutsu, der gleichnamigen Manga-Reihe, der Anime-Fernsehserie Die Melancholie der Haruhi Suzumiya und durch mehrere Singles, die mehrere neue Rekorde aufstellten, international bekannt.

## Entstehung
Ihren ersten Auftritt hatte Haruhi in der Light Novel Suzumiya Haruhi no Yūutsu, die am 6. Juni 2003 erschien. Als zentrale Figur der Buchreihe soll sie dem Autor Nagaru Tanigawa in einer schlaflosen Nacht Anfang des 21. Jahrhunderts eingefallen sein. Ihre äußere Erscheinung wurde hingegen von der Illustratorin der Light Novels Noizi Ito entworfen. Als die Buchreihe von Kyōto Animation im Jahr 2006 als Anime-Fernsehserie adaptiert wurde, entwickelte sich ihre äußere Erscheinung unter dem Einfluss von Shoko Ikeda weiter. Dabei behielt sie ihre wesentlichen Merkmale und es wurden nur einzelne Details und die Körperproportionen leicht geändert.

## Einordnung in die Werke
In den Werken wird Haruhi als frisch eingeschulte Schülerin der nördlichen Oberschule von Nishinomiya vorgestellt. Sie besitzt die Fähigkeit die Welt entsprechend ihrer Gedanken zu formen. Von dieser „göttlichen Gabe“ weiß sie jedoch nichts. Dennoch wirken ihr Gemütszustand und ihre Wünsche immer wieder auf die reale Welt ein. Ihre instabile Persönlichkeit erzeugt im Falle von Langeweile oder allgemeiner Unzufriedenheit ein Paralleluniversum. In diesem tauchen die Shinjin (神人, dt. „göttliche Person“) auf, welche die Parallelwelt vernichten, aber auch die reale Welt in Mitleidenschaft ziehen könnten.

## Persönlichkeit
In der Buchreihe wird ihre Persönlichkeit als exzentrisch und unberechenbar beschrieben. Getrieben vom Ziel der Entdeckung neuer Phänomene, entwickelt sie bei neuen Ideen ein starkes Gefühl von Freude mit einhergehendem Enthusiasmus, der sie nicht davor zurückschrecken lässt, die sie umgebenden Personen rücksichtslos für ihre Zwecke einzusetzen. So kommandiert sie gerne ihre Freunde herum und setzt ihr „Lieblingsopfer“ Mikuru gegen ihren Willen für Werbezwecke und zahllose Gemeinheiten ein, die teilweise Formen von Misshandlung oder gar einer Vergewaltigung annehmen.
Trotz ihrer allgemeinen Ablehnung von normalen Menschen und alltäglichen Dingen interessiert sie sich für Kyon. Zu einem späteren Zeitpunkt der Handlung wird dies mit einer Zeitreise Kyons in ihre Vergangenheit begründet. Viele der Zuschauer sahen darin eine sich anbahnende Romanze und vermuten eine charakterliche Entwicklung im Sinne einer Tsundere, da Kyon als normaler Mensch überhaupt nicht ihrem Schema entsprechen würde.
Die erfahrene Originalsprecherin Aya Hirano beschrieb Haruhi als den „wohl aus sich herausgehendsten und stärksten Charakter, den es bisher bei Animes gegeben hat,“ und dass sie sich anfangs nur sehr schwer vorstellen konnte, die Rolle der Haruhi Suzumiya zu spielen. Dieser Einschätzung entsprachen auch die Stimmen der Kritiker, die in Haruhi eine fiktive Figur sahen, die sich allein durch ihre Persönlichkeit von anderen Charakteren absetzen würde. Andere Charaktere würden immer wieder auf Elemente wie Wahnsinn, Hyperaktivität oder schlichte Dummheit zurückgreifen, während Haruhi einfach eine besondere Sichtweise der Welt besitzt, was sich in Unverfrorenheit und schonungsloser Umsetzung ihrer Ziele äußert. Da Aya Hirano ihren Charakter nicht zu erschreckend darstellen wollte, spielte sie die Rolle von Haruhi etwas anders, als es in der Light Novel beschrieben ist. So fügte sie ihr niedliche Charakterzüge hinzu, welche im Ursprungswerk nicht vorkommen.

## Synchronsprecher
Im Anime Die Melancholie der Haruhi Suzumiya wurde Haruhi von der Seiyū Aya Hirano gespielt. Für diese Rolle erhielt Aya Hirano im Jahr 2007 den Seiyū Award in der Kategorie Bester Newcomer (weiblich) zusammen mit Yui Kano. Sie wurde zudem als Bester Hauptdarsteller (weiblich) als auch zweimal für Beste musikalische Darbietung nominiert.
In der deutschen Synchronisation wurde Haruhi von Oona Plany gespielt.

## Erfolg in den japanischen Single-Charts
Haruhi Suzumiya war mit drei Singles in den japanischen Charts vertreten. Die Single Suzumiya Haruhi no Tsumeawase, bei der sie zusammen Mikuru Asahina als Interpretin genannt wird, wurde zur erfolgreichsten Seiyū-Single aller Zeiten. Diese befand sich länger als zwei Jahre in den Charts und erreichte den 5. Platz. Fast genauso erfolgreich war die Single Hare Hare Yukai, zusammen mit Yuki Nagato und Mikuru Asahina, die sich 92 Wochen in den Charts hielt und ebenfalls den 5. Platz erreichte. Die Character-Single The Melancholy of Haruhi Suzumiya Character Song Vol. 1 Haruhi Suzumiya erreichte den 11. Platz.

## Parodien
Zahlreiche Werke spielten auf Haruhi Suzumiya an, wie z. B. Sayonara Zetsubō Sensei oder Seitokai no Ichizon. In letzterer Serie wurde unter anderem allein die Verwendung ihres Namens ironisch als alleiniger Garant für gute Absatzzahlen genannt. Aber auch eigenständige Parodien entwickelten sich auf der Grundlage des Charakters. So erschien mit Suzumiya Haruhi-chan no Yūutsu eine Manga-Reihe die Haruhi in einer Chibi-Form präsentiert und als Web-Anime umgesetzt wurde, der mehr als 500.000 Aufrufe pro Folge und Woche verzeichnen konnte.

## Haruhi Suzumiya als Werbefigur
Aufgrund ihrer Bekanntheit wurde Haruhi auch häufig als Werbefigur eingesetzt. Hauptsächlich wurden diverse Fanartikel mit ihr als Motiv versehen. Aber auch außerhalb Japans kam Haruhi als Werbeträger zum Einsatz, wobei sie als eine der bekanntesten Anime-Figuren auch häufig in Fällen von Produktpiraterie eine Rolle spielte. So wurden beispielsweise zu den Olympischen Spielen in China Prospekte angeboten, die eine ihr nachempfundene Figur präsentierten. In Russland zierte sie zusammen mit anderen Figuren die Verpackung von Schokoriegeln oder es wurde mit ihr auf Werbeplakaten für die taiwanische Armee geworben.